# Comuna de Ścinawa
Ścinawa (polaco: Gmina Ścinawa) é uma gminy (comuna) na Polónia, na voivodia de Baixa Silésia e no condado de Lubiński. A sede do condado é a cidade de Ścinawa.
De acordo com os censos de 2004, a comuna tem 10 603 habitantes, com uma densidade 64,4 hab/km².

## Área
Estende-se por uma área de 164,56 km², incluindo:
- área agricola: 74%
- área florestal: 14%

## Demografia
Dados de 30 de Junho 2004:
|                      | Total   | Total | Mulheres | Mulheres | Homens  | Homens |
| -------------------- | ------- | ----- | -------- | -------- | ------- | ------ |
|                      | pessoas | %     | pessoas  | %        | pessoas | %      |
| População            | 10 603  | 100   | 5400     | 50,9     | 5203    | 49,1   |
| Densidade (pop./km²) | 64,4    | 100   | 32,8     | 32,8     | 31,6    | 31,6   |

De acordo com dados de 2002, o rendimento médio per capita ascendia a 1329,6 zł.

## Subdivisões
- Buszkowice, Chełmek Wołowski, Dąbrowa Środkowa, Dębiec, Dłużyce, Dziesław, Dziewin, Jurcz, Krzyżowa, Lasowice, Parszowice, Przychowa, Redlice, Ręszów, Sitno, Turów, Tymowa, Wielowieś, Zaborów.

## Comunas vizinhas
- Lubin, Prochowice, Rudna, Wińsko, Wołów